# Хамелеони
Хамелеонові (Chamaeleonidae) — родина ящірок, яка налічує 2 підродини та 10 родів. Найбільш відомі своєю здатністю змінювати колір тіла.

## Опис
Загальна довжина коливається від 1,35 до 60 см.
Тулуб сильно стиснутий із боків, із короткою шиєю та, зазвичай, чіпким хвостом, укритий роговими зернами та бугорками, хребет — гребінеподібний, гострокутний. Вдовж спини та передньої частини є висока хвиляста складка шкіри, яка підтримується пильно розвинутими відростками хребців. Є черевні ребра, але відсутні ключиці.
На голові у багатьох видів є рогові та шкіряні вирости (гребні, бугри, загострені роги). У самців роги та вирости набагато краще розвинуті, ніж у самок. Голова шоломоподібна з помітно піднятою потилицею та більш-менш опуклими гребенями. Мізки хамелеонів по своїй будові нагадують мізки крокодилів та птахів. Щелепи добре розвинуті, хамелеони мають різні за розміром акродонтні зуби.
Кінцівки довгі, п'ятипалі, валькуваті. Пальці розташовані протиставленими групами по 2—3 у шкіряних чохлах, так що стопа та кисть перетворені у своєрідні клешні. Кігті гострі. Хвіст товстий, чіпкий, закручений спіраллю.
Зір хамелеонів. Очі великі, округлі з товстими зрослими, кільчастими повіками, які суцільно вкриті лускою, маленьким отвором для зіниці. Рухи очей незалежні один від одного. Одне око може дивитися на 180° у горизонтальній площині, а інше — на 90° по вертикалі.
Барабанна перетинка відсутня.
Язик довгий, круглястий, дорівнює довжині голови та тулуба разом узятих (іноді й довший). Його кінець має вигляд циліндра. Середня частина порожниста на кшталт стебла, дуже еластична, сильно розтягується. Язик здатний далеко викидатися для захоплення здобичі.
Забарвлення може швидко змінюватися. Це пов'язано з будовою шкіри. Її зовнішній покрив волокнистий, в якому присутні хроматофори — розгалужені клітини із зернятками темно-коричневого, червонуватого або жовтуватого пігментів. У разі скорочення відростків хроматофорів пігментація зерняток скупчується у центрі клітин й шкіра виглядає білуватою або жовтою. Коли темний пігмент скопичується у волокнистому покриві шкіри, вона стає темною, майже чорною. Відтінки утворюються поєднанням пігментів. Зелені тона виникають у випадку заломлення сонячних променів у верхньому покриві шкіри, де багато кристалів гуаніну. В результаті колір може швидко змінюватися від білого та помаранчевого через жовтий та зелений до пурпурового, темно-коричневого й чорного. Це може відбуватися зі шкірою як на всьому тілі, так і в окремих частинах. Зміна забарвлення відбувається під впливом температури, світла, вологи, спраги, голоду, переляку, роздратування.

## Спосіб життя
Полюбляють лісисту місцину. Зустрічаються переважно на деревах, лише деякі живуть у земляних норах. Неквапливі тварини, здатні стрибати з гілки на гілку. Хамелеон звик жити відлюдником і без зайвих церемоній виганяє чужаків зі своєї території. Углядівши чужинця, він насамперед намагається його налякати — роздувається мало не удвічі більше за свої розміри, підіймається на всіх чотирьох лапах і розгойдується з одного боку в інший, широко розкривши пащу, грізно фиркаючи. Єдиний засіб захисту хамелеона — повна нерухомість і бездоганний камуфляж.
Живляться переважно комахами та дрібними безхребетними. Великі види можуть поїдати дрібних птахів та ящірок. Полює із засідки — вибравши відповідне містечко, терпляче видивляється здобич, невпинно обертаючи очима на всі боки. Запримітивши комаху одним оком, він повільно повертає голову і переводить на неї друге око, щоб краще оцінити дистанцію. Спіймана жертва проковтується цілком. Якщо їжа дуже велика, хамелеон розмелює її зубами, міцно затиснувши в щелепах.
Танок хамелеонів. Тварина спочатку завмирає на місці, при цьому ворочає очима у різні боки. Потім потроху підіймає одну передню та одну задню ногу, починає ритмічно розгойдуватися взад-вперед. Після цього робить крок уперед, після чого знову застигає на місці. Потім підіймає іншу пару: одну передню та одну задню ноги. Й все починається знову. Весь час такого руху хамелеон ворочає очима. Цей танок пов'язано з періодом парування у хамелеонів.
Більшість яйцекладні (до 35 яєць); деякі яйцеживородні (до 14 дитинчат).

## Розповсюдження
В основному живуть в Африці та на Мадагаскарі; зустрічаються у Західній і Південній Азії, один вид — на півдні Європи.

## Підродини та роди
- - †Anqingosaurus ?
- Підродина Chamaeleoninae
  - Archaius
  - Bradypodion
  - Calumma
  - Chamaeleo
  - Furcifer
  - Kinyongia
  - Nadzikambia
  - Rieppeleon
  - Rhampholeon
  - Trioceros
- Підродина Brookesiinae
  - Brookesia
  - Palleon